# Terenz

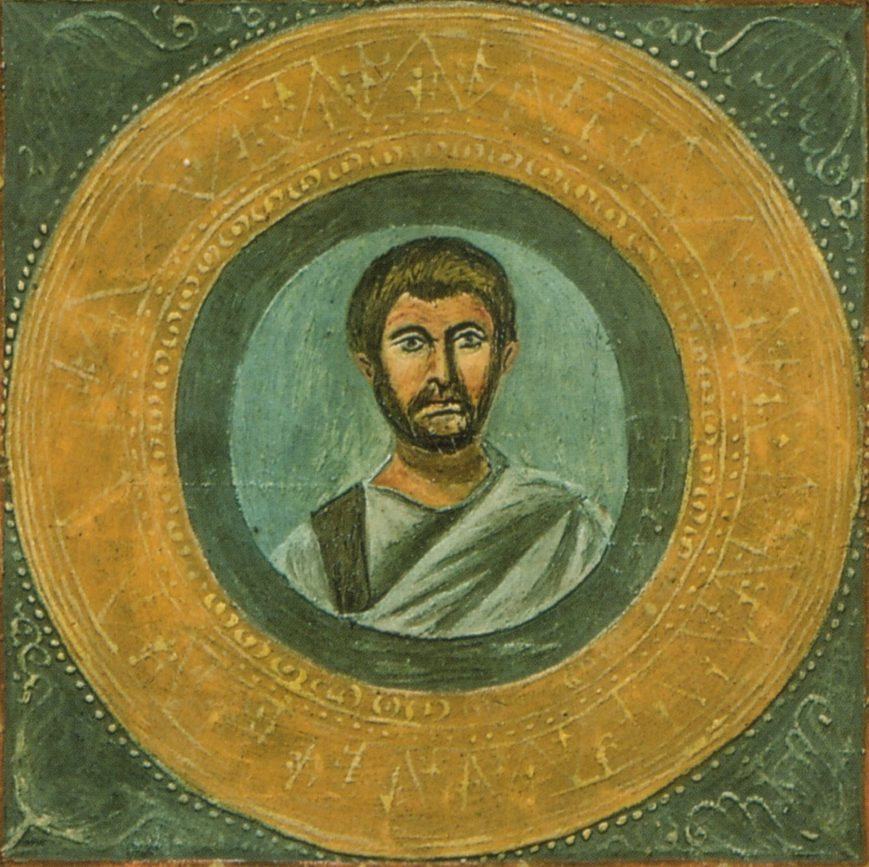
Darstellung des Terenz in der Handschrift Rom, Vatikanische Apostolische Bibliothek, Vat. lat. 3868, fol. 2r

Publius Terentius Afer, zumeist einfach Terenz (* zwischen 195 und 184 v. Chr. in Karthago; † 159 oder 158 v. Chr. in Griechenland), war einer der berühmtesten Komödiendichter der römischen Antike. Er war neben Plautus der bedeutendste römische Dichter der Archaik und stand dem aristokratischen Scipionenkreis nahe. Von Terenz sind sechs Komödien erhalten, die zwischen 166 und 160 v. Chr. entstanden und aufgeführt wurden.

## Leben

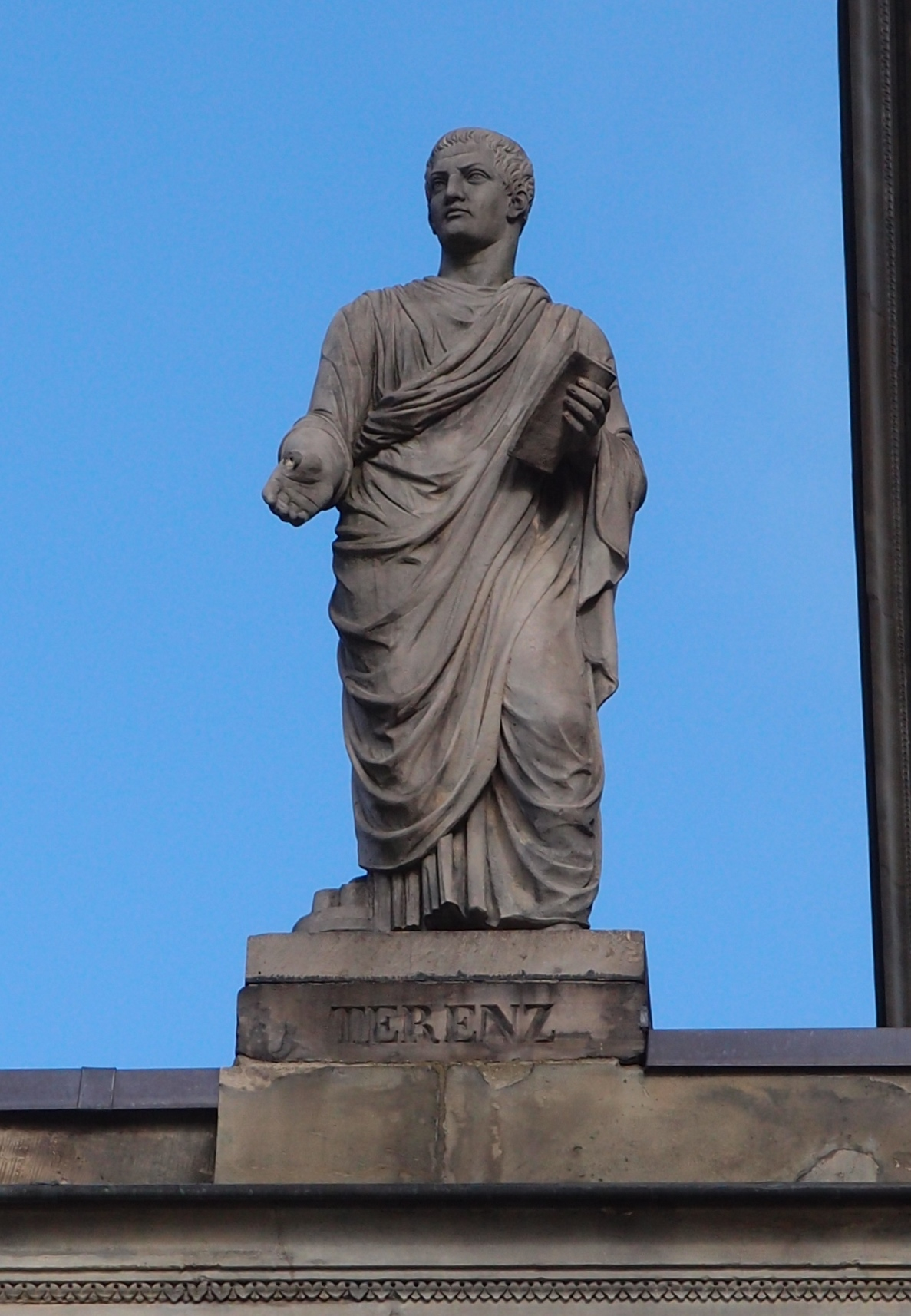
Statue von Terenz auf dem Opernhaus Hannover

Über Terenz’ Geburt ist nichts Genaues bekannt. Laut Aelius Donatus wurde er 195 v. Chr. in Karthago geboren, der römische Historiker Fenestella dagegen datiert die Geburt in das Jahr 184 v. Chr.
Terenz kam als Sklave nach Rom. Sein Herr, der Senator Terentius Lucanus, erkannte seine Talente, sorgte für eine gute Ausbildung und ließ ihn frei. Dementsprechend nahm Terenz den Namen seines Herrn (Publius Terentius) an. Der Beiname Afer (der Afrikaner) deutet auf Zugehörigkeit zu einem libyschen Stamm hin. Sein ursprünglicher Name ist unbekannt.
Terenz soll mit Scipio und Laelius befreundet gewesen sein, die jedoch beide deutlich jünger waren als er. Ein „intimer Verkehr“ mit diesen, wie ihn Porcius Licinus (im 2. Jahrhundert) behauptet, gilt als unbelegt.
Kurz nach einer der letzten Aufführungen seiner Stücke 160 v. Chr. reiste er zu Bildungszwecken nach Griechenland und starb dort 159 v. Chr., wobei die Todesursache nicht geklärt ist: Sueton zufolge erlitt er auf der Heimreise Schiffbruch und kam dabei um; andere Versionen berichten, er sei aus Trauer über den Verlust seiner in Griechenland geschaffenen Werke gestorben.

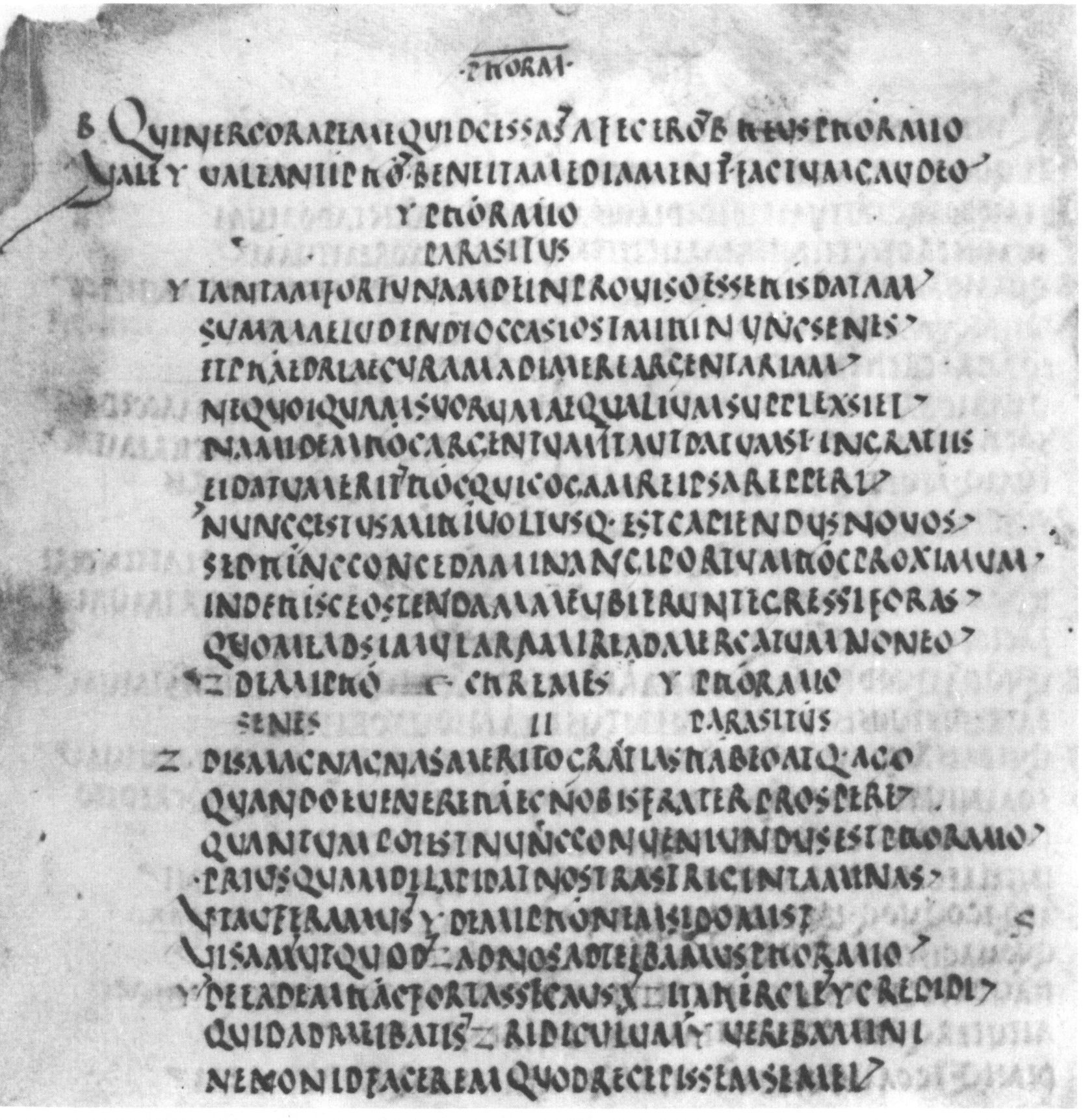
Eine Seite aus einer antiken Pergamenthandschrift der Komödie Phormio des Terenz. Biblioteca Apostolica Vaticana, cod. lat. 3226, fol. 72r (sog. „Terentius Bembinus“, 4./5. Jahrhundert)

## Werke
| Jahr     | Originaltitel       | Deutscher Titel        | Anlass                                                    |
| -------- | ------------------- | ---------------------- | --------------------------------------------------------- |
| 166      | Andria              | Das Mädchen von Andros | Ludi Megalenses                                           |
| 165, 160 | Hecyra              | Die Schwiegermutter    | Leichenspiele für Aemilius Paulus bzw. zu den Ludi Romani |
| 163      | Heautontimoroumenos | Der Selbstquäler       | Ludi Megalenses                                           |
| 161      | Eunuchus            | Der Verschnittene      | Ludi Megalenses                                           |
| 161      | Phormio             | –                      | Ludi Romani                                               |
| 160      | Adelphoe            | Die Brüder             | Leichenspiele für Aemilius Paulus                         |

Spätere Werke, die ab 160 geschaffen worden sein sollen, sind nicht überliefert.

## Bedeutung

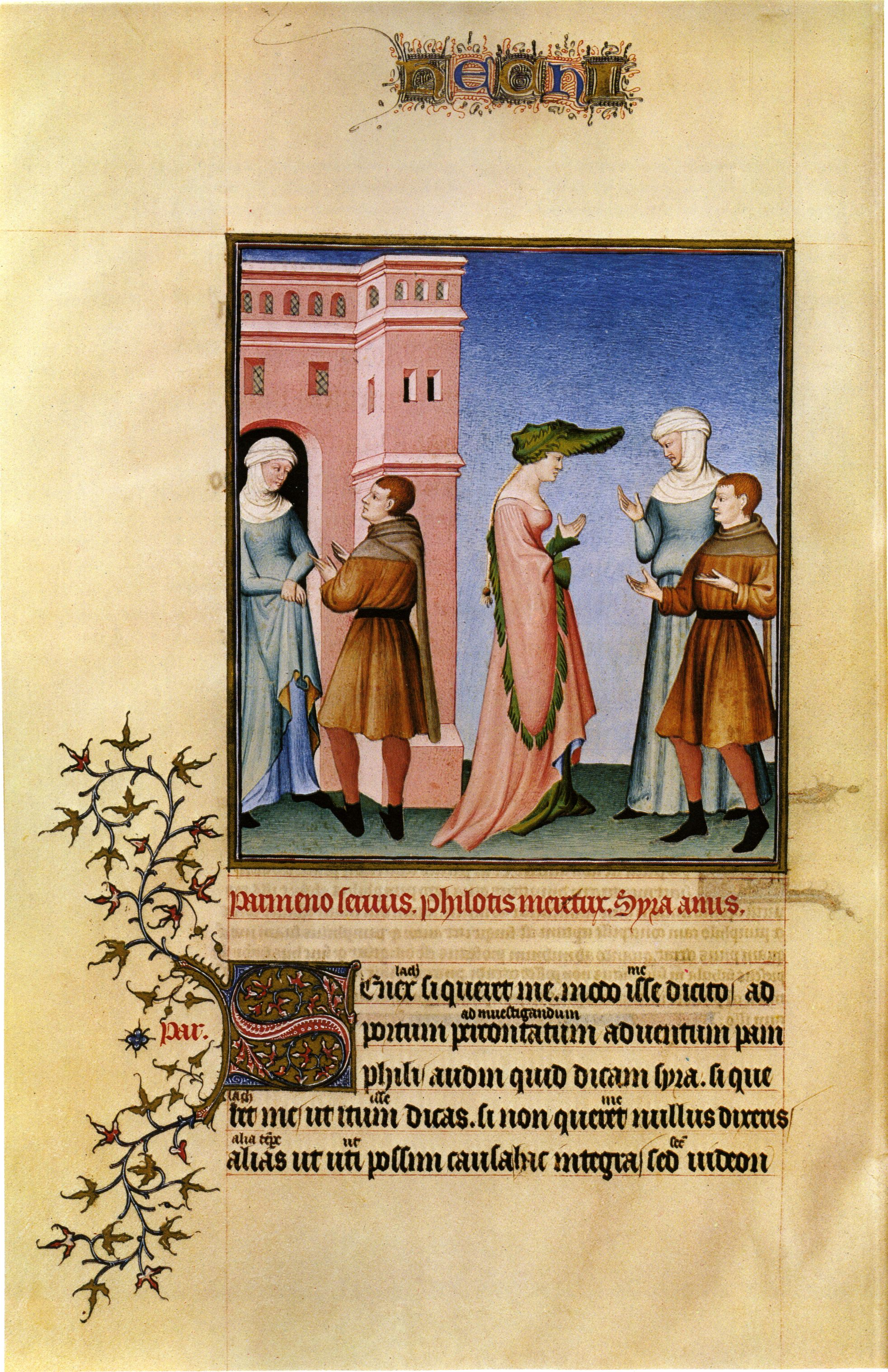
Die Hecyra des Terenz in der Handschrift Paris, Bibliothèque de l’Arsenal, Ms. 664, fol. 210v (frühes 15. Jahrhundert)

Vorbild für Terenz waren die Komödien der neuen attischen Komödie, besonders die nur teilweise erhaltenen des Menander und des Apollodor von Karystos, wobei er teilweise zwei Stücke zu einem zusammenarbeitete, so in seiner Andria etwa Menanders Andria und Perinthia. In den Prologen seiner Komödien verteidigte Terenz sich daher oft gegen die Vorwürfe des Plagiats und rechtfertigte die Mitarbeit adliger Freunde (zum Beispiel an dem Stück Adelphoe).
In seinen von dem Schauspieler Ambivius Turpio inszenierten Komödien gestaltete Terenz das bürgerliche Alltagsleben in sorgfältiger, lebensechter Charakterisierung der Personen. Erziehungsprobleme, Ehefragen und Liebesverwicklungen sind die Themen seiner von großer Menschlichkeit getragenen Stücke: „Homo sum: humani nil a me alienum puto – Ich bin ein Mensch, nichts Menschliches ist mir fremd.“ (Heaut., 77).
Der Verzicht auf drastische Komik, groben, volkstümlichen Scherz und Vulgäres unterscheidet Terenz von dem etwa 50 Jahre älteren Plautus. Mit ihrer planmäßigen, kunstvoll angelegten Handlungsführung und ihrer gepflegten Konversationssprache fanden Terenz’ Komödien besonders bei den gebildeten Schichten schnell Anklang. Das breitere Publikum dagegen entdeckte erst allmählich einen Zugang zu seinen Stücken. So mussten die ersten Aufführungen der Hecyra abgebrochen werden, da das römische Publikum sich lieber Boxkämpfen bzw. Gladiatorenspielen zuwandte. Erst im Jahr 160 ließ sie sich komplett darbieten.

## Nachwirkung
Obwohl Caesar dem Dichter Terenz die „vis comica“ (Lustigkeit) aberkannte und ihn einen „halbierten Menander“ (dimidiatus Menander) nannte, wirkte Terenz stark auf die Weltliteratur. Roswitha von Gandersheim lehnte seine Komödien wegen ihrer (relativen) Freizügigkeit zwar ab, orientierte sich stilistisch jedoch eng an ihnen. Die Theaterpraxis des Humanismus orientierte sich an der Terenzbühne. Das neuzeitliche Drama (Molière, Lessing) empfing wesentliche Impulse von ihm. Zitate aus den Werken des Terenz wurden seit dem Mittelalter zu Sprichwörtern oder geflügelten Worten und mit dem ausgehenden 16. Jahrhundert über die Emblematik zum Sujet der Malerei des Barock, zum Beispiel „Sine Cerere et Baccho friget Venus“.
Noch zu Beginn des siebzehnten Jahrhunderts war er der wichtigste Dichter, dessen Werke zum Erlernen der lateinischen Sprache an den Gymnasien auf dem Lehrplan standen. Nach der Methodus nova von Wolfgang Ratke sollte er viermal nacheinander durchgenommen werden. Ratke selbst fertigte zusammen mit Johannes Kromayer eine Übersetzung aller sechs Werke an, die 1626 mit dem Titel Sechs Freuden-Spiel veröffentlicht wurde.
Carl Zuckmayer wirkte in der Spielzeit 1922/1923 als Dramaturg der Städtischen Bühnen in Kiel. Er nahm vom Terenz-Lustspiel „Der Eunuch“ den Grundriss der Handlung und die Personen; ansonsten schrieb er die Komödie „völlig neu, im unverblümtesten Deutsch der Nachkriegszeit“. Der Autor packte alles hinein, was er „den Kielern an politischen und sonstigen Aufrichtigkeiten“ zu sagen hatte. Am Tag nach der Uraufführung wurde das Theater „wegen groben Unfugs“ polizeilich geschlossen, der Intendant Curt Elwenspoek und Zuckmayer fristlos entlassen.

## Ausgaben
Für Ausgaben und Übersetzungen einzelner Komödien siehe die Artikel zu den jeweiligen Werken (siehe oben im Kapitel Werke).
- P. Terenti Afri comoediae. Hrsg. von Alfred Fleckeisen (Bibliotheca Teubneriana). Teubner, Leipzig 1898.
- P. Terenti Afri Comoediae. Hrsg. von Robert Kauer und Wallace M. Lindsay (Oxford Classical Texts). Oxford University Press, Oxford 1958.
- Terenz: Die Komödien. Übersetzt von Viktor von Marnitz. Kröner, Stuttgart 1960.
- Publius Terentius Afer: Werke. Übersetzt und hrsg. von Dietrich Ebener. Aufbau-Verlag, Berlin & Weimar 1988.
- Terence. 2 Bände, Lateinisch / Englisch, hrsg. und übersetzt von John Barsby (Loeb Classical Library). Harvard University Press, Cambridge (Mass.) 2001.
- Terenz: Komödien. 2 Bände, Lateinisch und deutsch, hrsg., übersetzt und kommentiert von Peter Rau. Wissenschaftliche Buchgesellschaft, Darmstadt 2012.
- Benjamin Victor, Jules Marouzeau (Hrsg.): Térence. Comédies. Band 1: Andrienne, Hécyre (= Collection Budé, Série latine. Band 440). Les Belles Lettres, Paris 2023, ISBN 978-2-251-01500-2.